# Billund
Billund liegt in Südwestjütland und ist die zweitgrößte Stadt in der Kommune Billund in Dänemark. Die Einwohnerzahl beträgt laut Statistikamt 7049 Einwohner (Stand 1. Januar 2023).
Billund ist bekannt als Sitz des dänischen Spielwarenherstellers Lego, durch den 1968 eingerichteten Freizeitpark Legoland sowie das 2017 eröffnete Spiel-, Experimentier- und Ausstellungszentrum „LEGO House“.

## Geographie
Billund liegt circa 13 Kilometer von Grindsted, 56 Kilometer von Esbjerg und 27 Kilometer von der Regionshauptstadt Vejle entfernt.

## Verkehr
Die Stadt besitzt einen internationalen Flughafen mit einer 3100 Meter langen Landebahn. Der Flughafen Billund ist der zweitgrößte Flughafen in Dänemark mit dem IATA-Code BLL. Nach eigenen Angaben hatte der Flughafen im Jahr 2009 mehr als 2,2 Millionen Passagiere. Der einstige Bahnhof der Stadt lag an der Bahnstrecke Vejle–Grindsted, er wurde 1957 stillgelegt, heute verbinden Busse zum nächstgelegenen Fernbahnhof in Vejle an der Bahnstrecke Århus–Fredericia. Es gab konkrete Planungen, Billund über eine 15–20 km lange Neubaustrecke nach Jelling wieder an das Eisenbahnnetz anzuschließen, diese wurden jedoch aufgrund fehlender Wirtschaftlichkeit zu den Akten gelegt.

## Unternehmen
Billund ist der Hauptsitz des weltweit bekannten Spielzeugherstellers LEGO A/S. Zudem befindet sich am Flughafen die Firma Airsupport, Hersteller einer weit verbreiteten Flugplanungssoftware für die Linien- und Geschäftsfliegerei.

## Skulpturenpfad Billund
Die Gemeinde Billund besitzt einen überregional beachteten Skulpturenpfad, der den Bereich des Entertainmentcenter Lalandia mit der Stadtmitte verbindet.

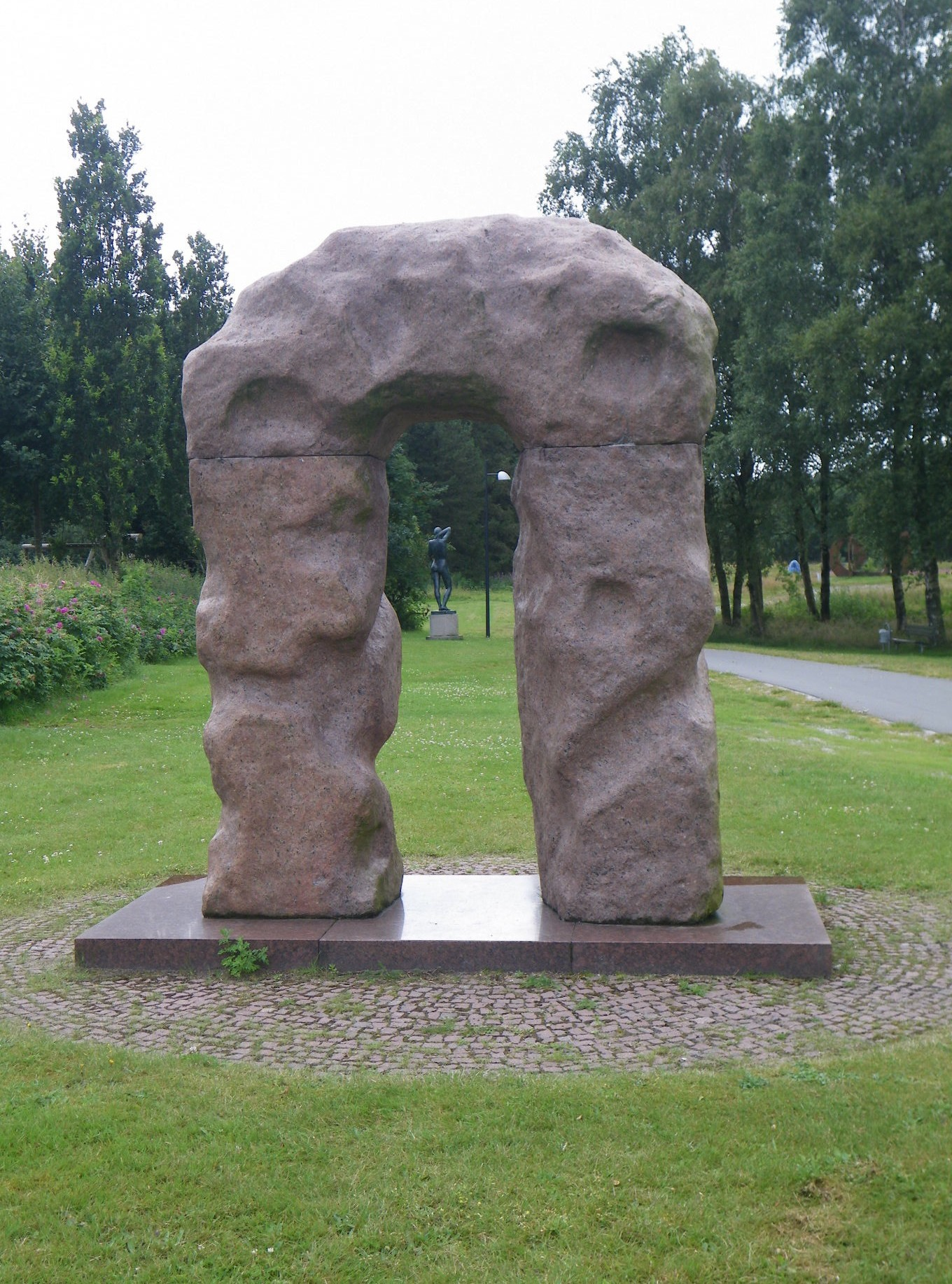
Niels Peter Bruun Nielsen, Eingang, 1991
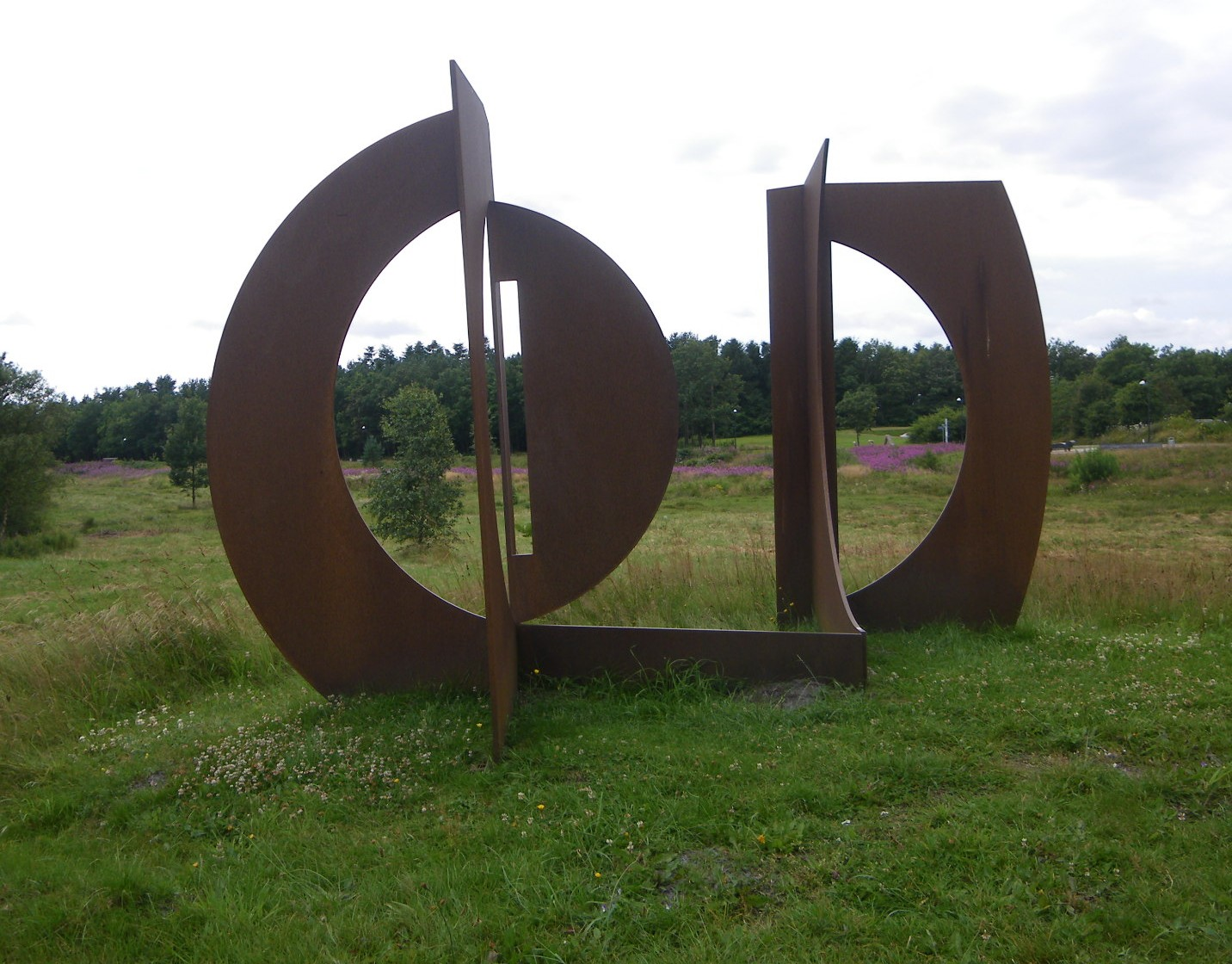
Hans August Andersen, Eine Begegnung, 1994
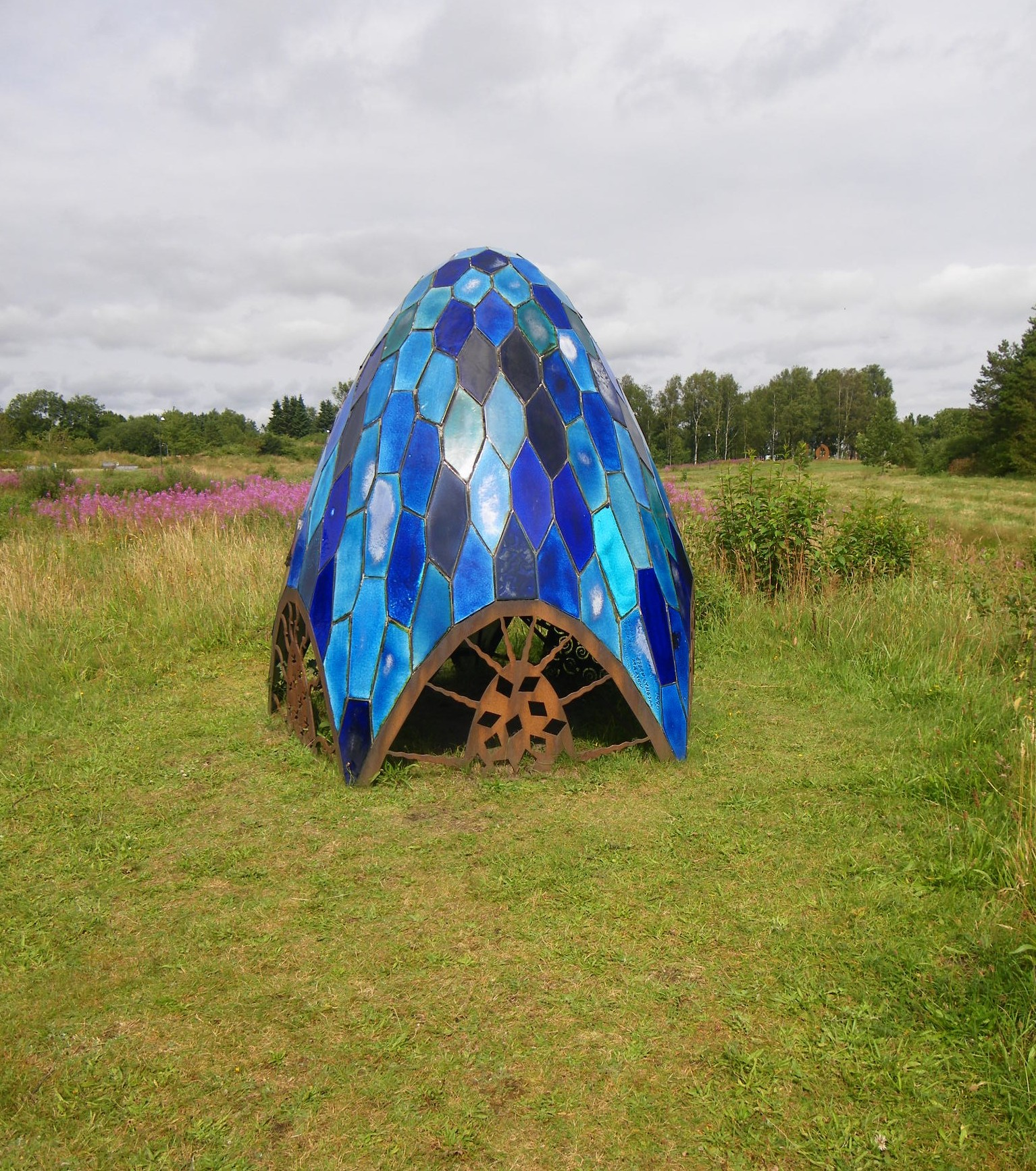
Gunhild Rudjord, Esben Lyngsaa Madsen, Pentagonia, 1990
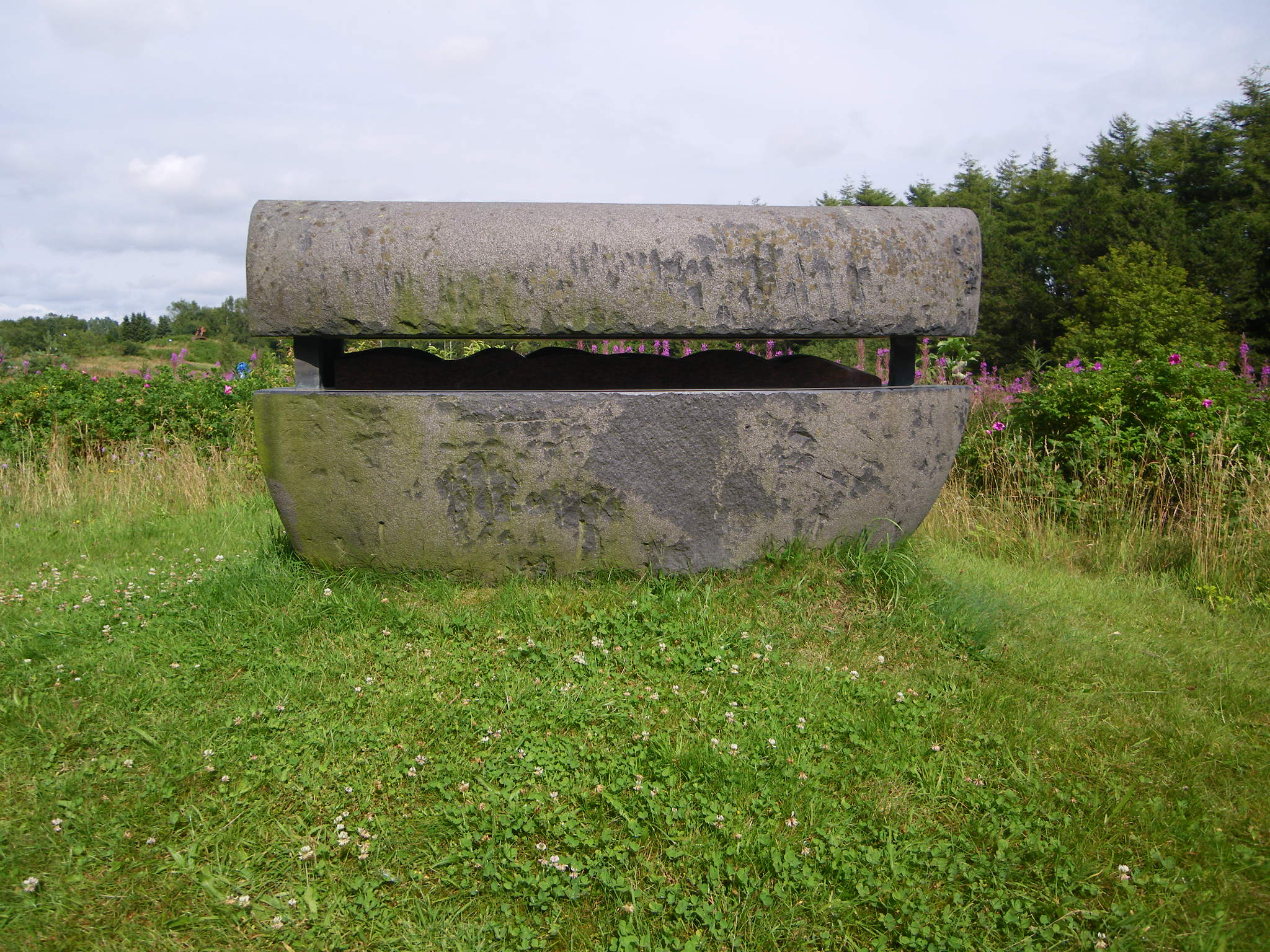
Lis Andersen, Arche, 1992
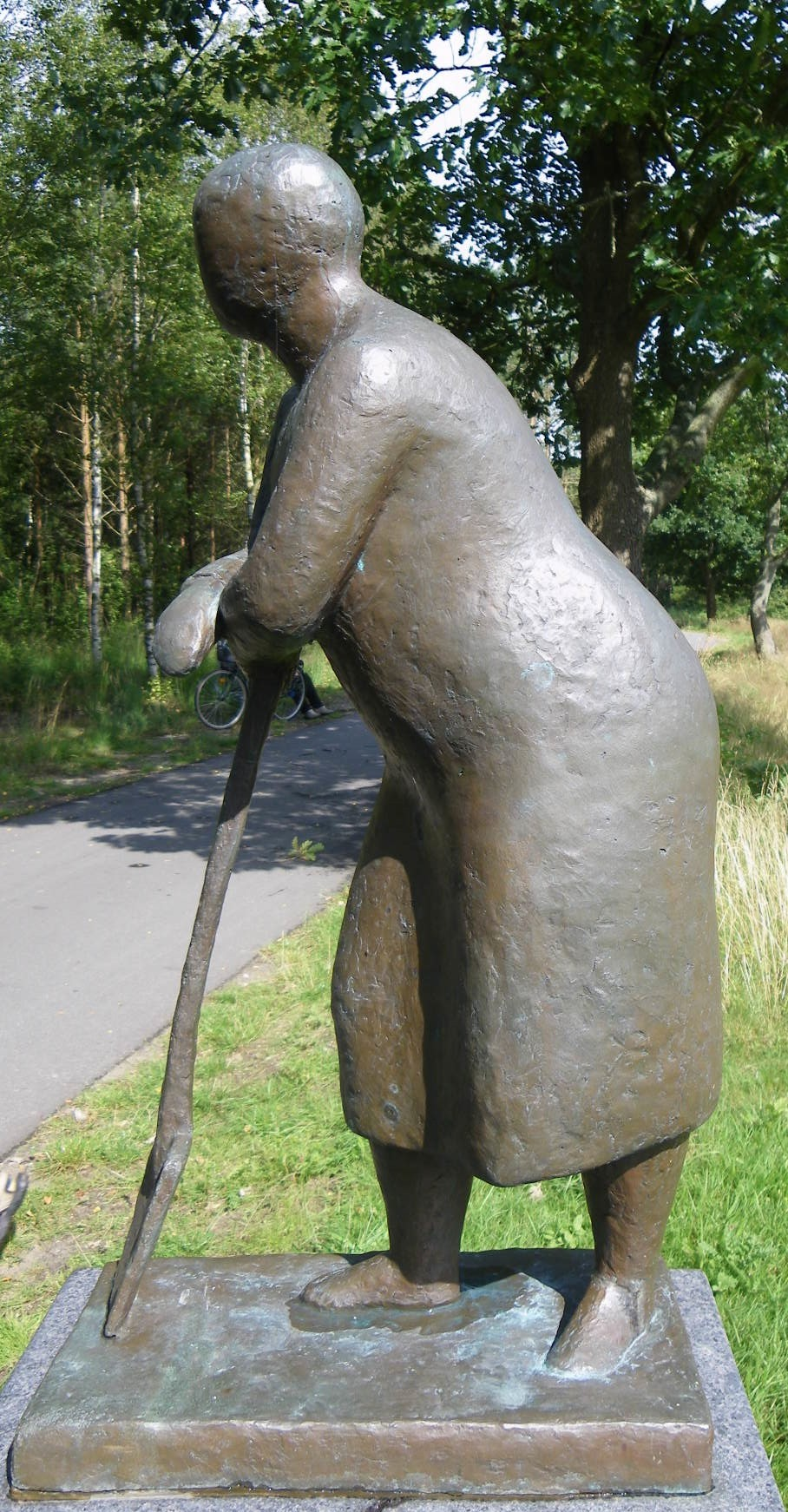
Lotte Olsen, Die Gartenfrau, 1996
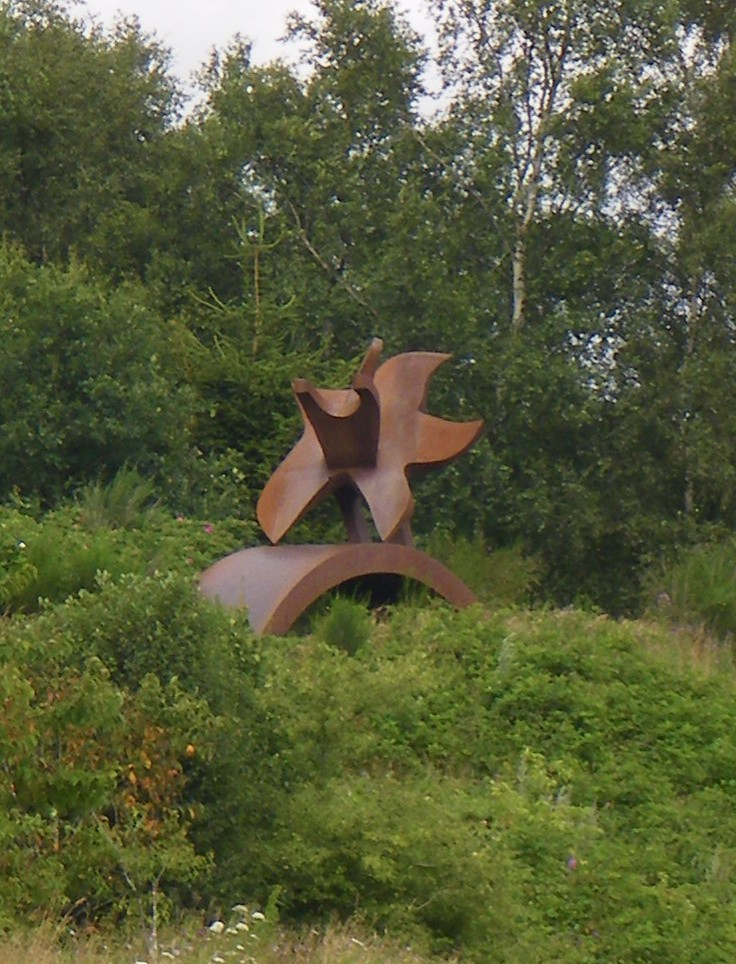
Harvey Martin, Sternentier
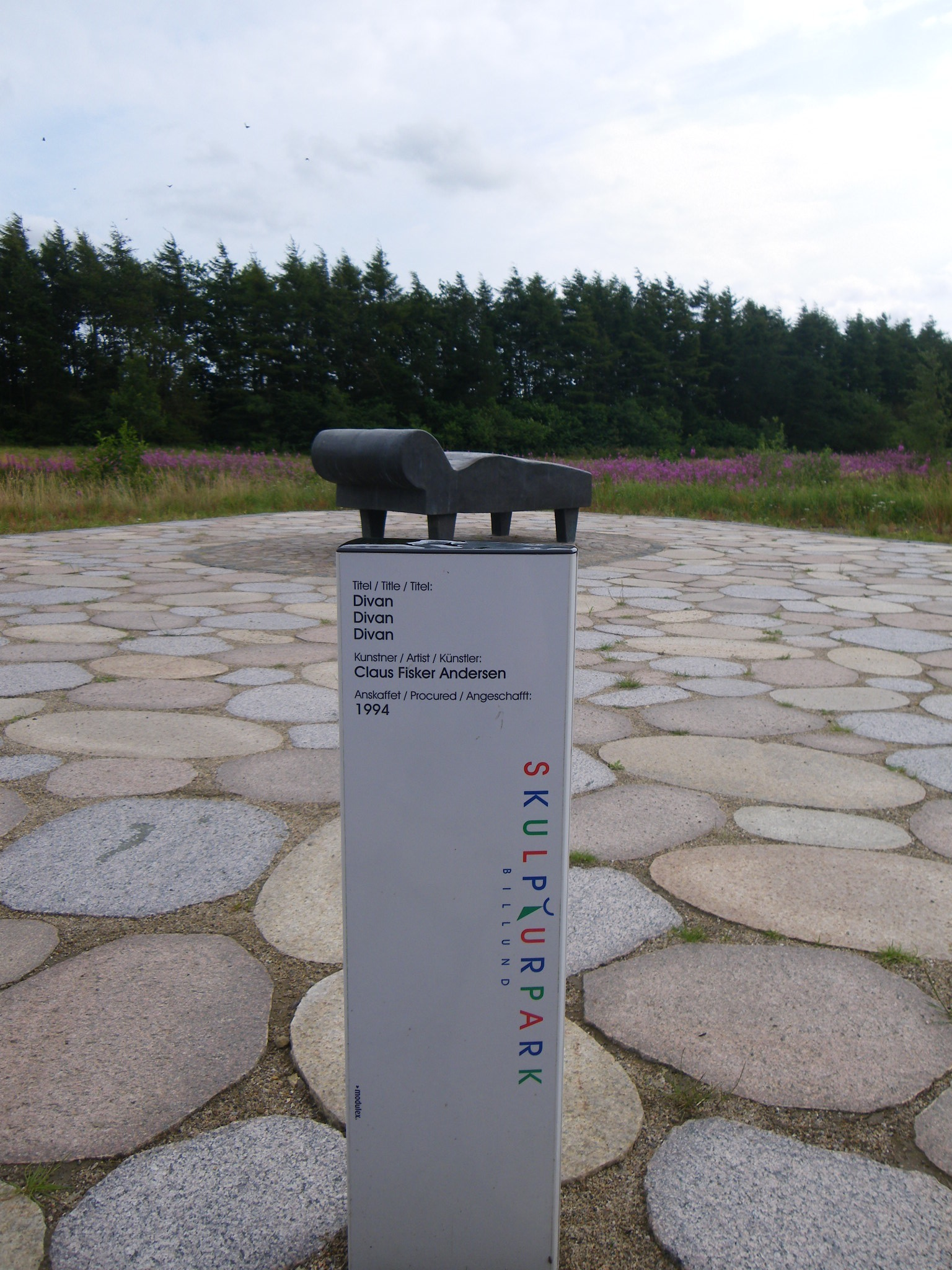
Claus Fisker Andersen, Divan, 1994
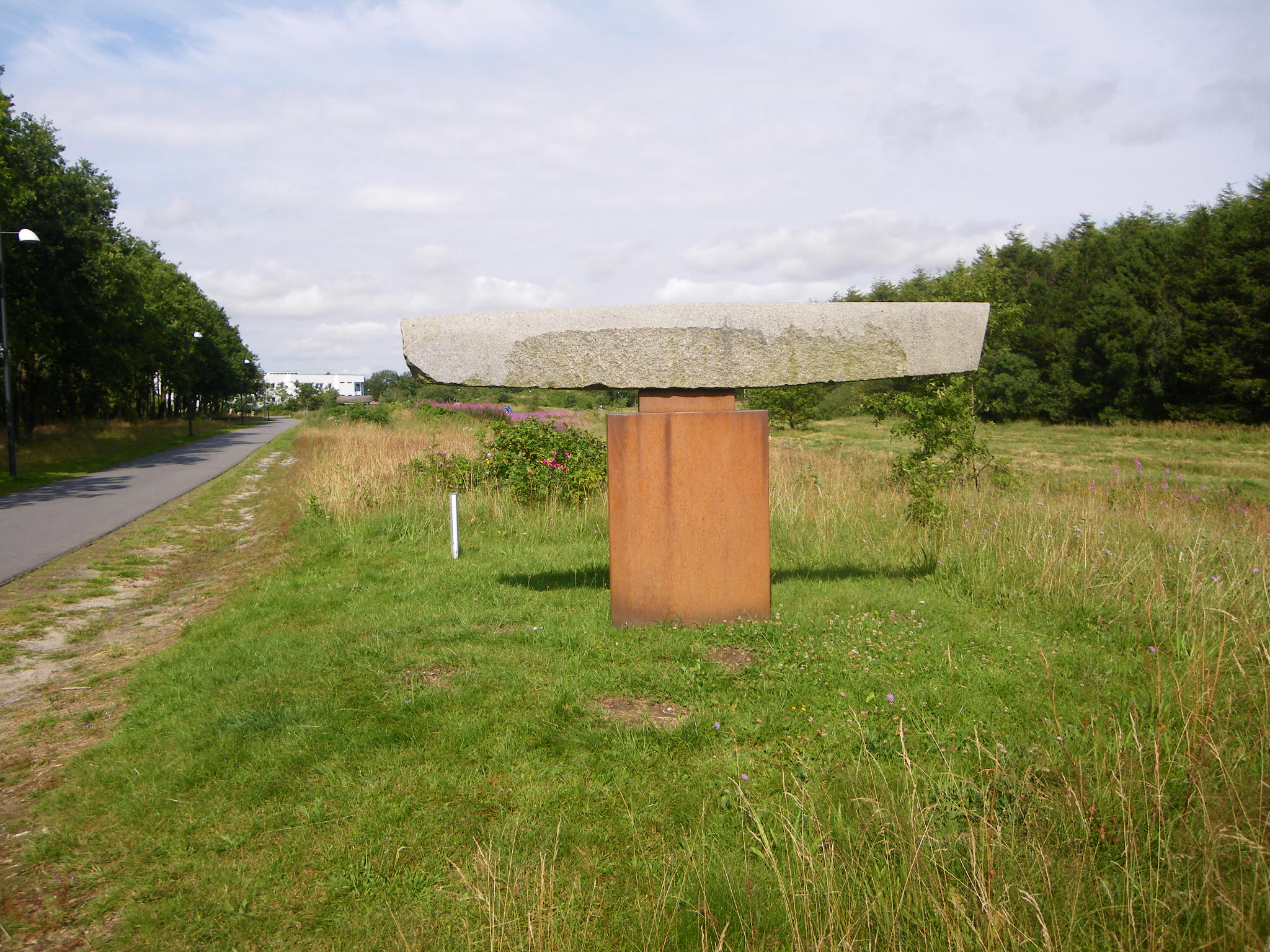
Thorkild Hoffmann, Horizont, 1995